# Resurrection (film 2017)
Resurrection è un film belga del 2017, diretto da Kristof Hoornaert.

## Trama
Un attentato terroristico distrugge un autobus in una città belga, causando diversi morti.
Due giovani ragazzi sono in lotta tra loro nella foresta, sino a che uno dei due prevale sull'altro uccidendolo con una grossa pietra. L'assassino, in preda al panico, trasporta il cadavere nel bosco, per poi abbandonarlo in avvallamento sotto un albero abbattuto. Giunto ad uno specchio d'acqua, prova a pulirsi dal sangue e dal fango: si sciacqua le mani, la maglietta e, infine, si immerge nudo. Un rumore lo mette in allarme e comincia a correre, finché stravolto si abbandona a se stesso in un campo. Lo sveglia un anziano contadino, che, vedendolo scosso e spogliato della maglietta, lo conduce nella sua abitazione poco distante da lì: una cascina di campagna molto spartana. L'anziano vive da solo, con un cane, le galline e delle mucche. Il giovane non risponde alle domande e accetta l'ospitalità e le cure del contadino.
All'indomani due poliziotti giungono alla cascina e chiedono al contadino se abbia notato qualche cosa di strano, informandolo di essere alla ricerca di un venticinquenne, che risulta essere scomparso, sospettato dell'omicidio del fratello, trovato morto nella foresta a mezz'ora a piedi da lì. L'anziano risponde di non aver notato nulla, senza tuttavia sembrare convincente. Intanto il giovane continua non dire una parola. Il contadino si addentra nel bosco sino alla scena del crimine; turbato, torna alla cascina. Tra i due uomini non ci sarà mai dialogo, ma solo momenti di silenzio. Il giovane, disgustato dal crimine da lui stesso commesso, grida tenendosi la testa, piange, sanguina dal naso. L'anziano prova a consolarlo, con la sua presenza fisica.
I poliziotti ritornano a chiedere informazioni, ma il contadino li liquida nuovamente negando con fermezza. L'anziano informa il giovane di essersi rifugiato in quella cascina, dopo che la moglie e il figlio venticinque anni prima rimasero uccisi sul bus nell'attentato terroristico. Gli riferisce poi di essere al corrente dell'omicidio del fratello avvenuto nel bosco e lo interroga sull'accaduto. Il ragazzo continua a tacere, senza riuscire a liberarsi dalla propria inquietudine.
Dopo la notte, il giovane lascia la cascina e il contadino rimane solo. Squilla il telefono una prima volta e l'anziano non risponde; dopo un po' di tempo, squilla nuovamente e risponde.
Il contadino va in città. Entra in carcere. È in una cella, dove incontra il giovane assassino, disperato. I due uomini si abbracciano.

## Riconoscimenti
- 2017 - Capri Hollywood International Film Festival
  - Capri Breakout Director Award
- 2018 - Festival International de Cinéma d'Auteur de Rabat
  - Premio della critica
- 2018 - Rotterdam International Film Festival
  - Candidato all'Audience Award